# 제주산업정보대학
제주산업정보대학(濟州産業情報大學. Jeju College of Technology)은 대한민국 제주특별자치도 제주시의 전문대학이었다. 제주시 남쪽에 위치해 있다. 2011년 7월 20일 교육과학기술부가 탐라대학교와의 통폐합을 승인함에 따라 2012년 3월 2일 출범한 제주국제대학교는 제주산업정보대학 부지에서 개교하였으며, 탐라대 부지는 매각할 예정이다. 2012년 폐교 이후 40년만이다.

## 연혁
- 1972년에 《제주실업전문학교》란 이름으로 개설되었다.
- 1982년 3월 2일 제주실업전문대학에서 《제주전문대학》으로 교명을 변경하였다.
- 1998년 5월 1일 제주전문대학에서 《제주산업정보대학》으로 교명변경
- 2010년 : 교육과학기술부 선정 학자금대출 최소대출대학[2]
- 2012년 3월 2일 탐라대학교 통합 제주국제대학교 명칭변경

## 특이사항
- 2010년 : 교육과학기술부 선정 학자금대출 최소대출대학[3]

## 개설학과
제주산업정보대학은 아래와 같이 여러 학과가 위치해 있다.

### 공학계열
- 건축과
- 실내건축디자인과
- 토목과
- 소방환경관리과
- 디지털전기과
- 전자정보과
- 테크노경영과
- 컴퓨터정보과
- 인터넷비즈니스과
- 아동미술과
- 광고·캐릭터 디자인과
- 자동차기계계열

### 자연과학계열
- 애완동물관리과
- 식품영양과
- 관광호텔조리과

### 인문사회계열
- 경영과
- 세무회계과
- 관광경영과
- 관광호텔경영과
- 관광일본어통역과
- 관광중국어통역과
- 국제관광영어과
- 사회복지전공
- 아동보육전공
- 복지행정과
- 유아교육과
- 부동산컨설팅과

### 예체능계열
- 스포츠산업계열